# خوان راموس
خوان راموس (بالإنجليزية: Juan Ramos)‏ (1971 - ) هو مدرب كرة قدم ولاعب كرة قدم أمريكي في مركز الدفاع. لعب مع Jacksonville Cyclones ‏ وFC Spandau 06 ‏ وBoston Bulldogs (soccer) ‏ وSpandauer SV ‏ ورالي إكسبرس ‏ وFlorida Strikers ‏ وFort Lauderdale Strikers (2006–2016) ‏.

## وصلات خارجية
- خوان راموس على موقع قاعدة بيانات كرة القدم.إي يو (الإنجليزية)